# 王菊金
王菊金（1944年3月24日—），台灣電影導演。

## 生平
1944年3月24日出生於上海，1953年與家人到香港，之後來台灣定居。王菊金就讀台北市立高工美術印刷科時，對動畫片產生了濃厚的興趣。1965年進入台灣藝術專科學校美工科就讀。1968年畢業後，進入廣告公司擔任美工一職。1973年，成立震旦影視公司，製作了多部「芬芳寶島」系列紀錄片，如《元宵節》、《賽鴿》、《毒牙下的英雄》、《毒蛇與蛇毒》、《烏魚來的時候》、《台灣的蝴蝶》，1977年以《烏魚來的時候》獲得第14屆金馬獎優等紀錄片，1979再以《台灣的蝴蝶》得到第16屆金馬獎優等紀錄片與最佳紀錄片攝影獎。
王菊金以《六朝怪談》獲得了第17屆金馬獎最佳導演獎，並代表台灣參加第53屆奧斯卡金像獎外語片角逐。王菊金在1980年代末期後淡出台灣影壇。

## 作品
- 1979：《六朝怪談》
- 1980：《地獄天堂》
- 1981：《上海社會檔案》

https://www.youtube.com/watch?v=V0WIt8lAv0U&ab_channel=%E4%B8%8D%E8%80%81%E6%97%B6%E5%85%89HistoryTV
- 1982：《中國開國奇譚》
- 1983：《女性注意》
- 1984：《一代名妓小鳳》
- 1985：《典妻》
- 1988：《三頭魔王》

## 外部連結
- 王菊金在互联网电影资料库（IMDb）上的資料（英文）（英文）
- 王菊金在香港影庫上的簡介
- 王菊金在豆瓣上的资料（简体中文）
- 王菊金在时光网上的簡介（简体中文）